# И восходит солнце (Фиеста)
«И восходит солнце» (англ. The Sun Also Rises) — роман Эрнеста Хемингуэя, написанный в 1926 году. Основан на реальных событиях, которые происходили в жизни автора.

## Предыстория и публикация

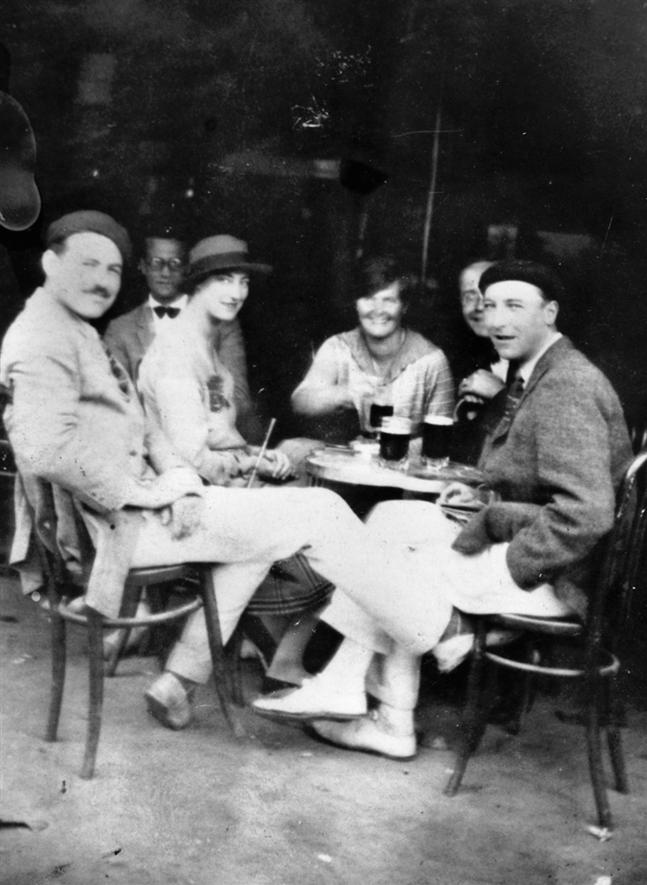
Эрнест Хемингуэй (слева), Гарольд Леб, Леди Дафф Твисден (в шляпе), супруга Хемингуэя Хедли Ричардсон, Дональд Огден Стюарт (на заднем плане), Пэт Гатри (справа) в кафе в Памплоне, Испания, июль 1925 года.

Роман впервые был напечатан в октябре 1926 года в США издательством Чарльза Скрибнера.
В 1920-е годы Хемингуэй жил в Париже, где работал собкором газеты Торонто Стар. Бывал в опасных точках, собирая информацию о греко-турецкой войне. В 1923 году вместе со своей супругой Хедли Ричардсон Хемингуэй впервые посетил фестиваль Сан-Фермин в Памплоне. Коррида очаровала писателя. Через год он вновь посетил фиесту, но уже в сопровождении друзей: Эрика Дормана-Смита, Джона Дос Пассоса, Дональда Стюарта и его супруги. Третье посещение памплонской корриды состоялось через год, в 1925 году. В этот раз в компании Стюарта, Билла Смита, друга детства, леди Дафф Твисден, её возлюбленного Пэта Гатри и Гарольда Леба. С последним у Хемингуэя возник конфликт из-за леди Дафф: оба ревновали друг к другу. Отношениям с леди Дафф и Гарольдом Лебом Хемингуэй и посвятил свой роман.
Кроме того, Хемингуэй был вдохновлен молодым матадором по имени Каетано Ривера Ордоньес (англ. Cayetano Ordóñez). У писателя было желание написать целую книгу о корриде в научно-популярном жанре, однако произошедшие в Памплоне события подтолкнули Хемингуэя к написанию художественного романа. Менее чем за месяц он написал 14 глав книги и дал ей рабочее название «Фиеста». Завершил работу над романом Хемингуэй уже в Париже, 21 сентября 1925 года, написав под заглавием: «Потерянное поколение». Эту цитату Хемингуэй впервые услышал от Гертруды Стайн и решил воспользоваться ею, не предполагая, что она станет известным литературным термином.
В декабре того же года Хемингуэй приступил к редактированию романа. Полин Пфайфер, которая вскоре станет второй супругой писателя, вопреки советам Хедли Ричардсон настояла на его сотрудничестве с издательством Скрибнера.
В декабре 1925 года он написал сатирическую повесть «Вешние воды», в которой высмеивал популярного американского писателя Шервуда Андерсона. Издательство Boni & Liveright отвергло повесть, так как ироническая речь в ней шла о самом читаемом авторе издательства, и, таким образом, прекратило договор с Хемингуэем, в котором оговаривалось, что, если компания отвергнет одно из намеченных произведений автора, их контракт на три книги будет расторгнут. В издательстве Скрибнера с радостью приняли писателя, опубликовав «Вешние воды» и дав согласие на печать последующих его произведений, в том числе «Фиесты».
В июне 1926 года Хемингуэй вместе с Полин и Хедли снова отправился в Памплону. По возвращении в Париж Хедли заявила о разрыве отношений и уехала на юг Франции. Окончательной доработкой романа Хемингуэй занялся в одиночестве. В октябре Хедли подала на развод. Гонорар от выпуска романа, который был посвящён Хедли и их сыну, Хемингуэй полностью отдал супруге.
Первый выход романа в свет состоялся 22 октября 1926 года. Тираж книги составил 5090 экземпляров стоимостью 2,00 доллара каждый. На книжной обложке, выполненной в эллинистической манере, была изображена девушка с опущенной головой, которая в одной руке держит яблоко, что должно было усилить образ сексуальности.
Через два месяца вышел второй тираж книги, объёмом 7000 экземпляров. На момент выхода в печать сборника рассказов «Мужчины без женщин» роман был переиздан восьмой раз. В 1927 году с романом ознакомились жители Великобритании, где он вышел под названием «Фиеста». Лишь в 1990-е годы британские издательства нарекут роман двойным именем: «Фиеста. И восходит солнце».
В 1947 году издательство Скрибнера выпустило три самых известных романа писателя: «И восходит солнце», «Прощай, оружие!», и «По ком звонит колокол».
В 1983 году газета Нью-Йорк Таймс сообщила, что роман «И восходит солнце» был непрерывно в печати с момента публикации и, возможно, является одним из самых переводимых американских романов. Тогда же начался выпуск романа в мягких обложках. В 2006 году издательством Simon & Schuster был налажен выпуск аудиокниг романов Хемингуэя, в том числе «Фиесты».

## Сюжет
Американский журналист Джейк Барнс отвоевал на фронтах Первой мировой и получил тяжелые ранения. Барнс каждую ночь проводит с друзьями в баре на бульваре Монпарнас, надеясь, что алкоголь поможет ему залечить душевные и телесные раны, нанесенные Первой мировой войной. Барнс влюблён в Бретт Эшли, которая воплощает в себе новую сексуальную свободу 1920-х годов, имеет многочисленные романы. Она тоже влюблена в Барнса, однако из-за полученных на войне Джейком травм их роман носит исключительно платонический характер.
Однажды они большой компанией едут в Памплону смотреть на бой быков. Джейка сопровождает его друг Билл Гортон. К ним присоединяется Роберт Кон, который за несколько недель до поездки отправился в романтическое путешествие вместе с Бретт Эшли и испытывает к ней глубокую страсть и привязанность. Бретт, однако, приезжает в Памплону вместе со своим женихом Майклом Кемпбеллом. Между мужчинами назревает ссора — Майкл обвиняет Роберта, что тот не дает Бретт ступить ни шагу без него и не понимает, что он третий лишний в их отношениях. Роберт вызывает неприязнь и у Джейка с Биллом.
Джейк знакомит Бретт с молодым матадором Педро Ромеро. Между ней и её новым знакомым вспыхивает любовная страсть. Все они — Джейк, Ромеро, Майкл и Роберт — претендуют на сердце Бретт. Роберт первым покидает Памплону, за ним разъезжаются и остальные: Билл в Париж, Майкл и Джейк — в разные уголки Испании. Вскоре Джейку приходит телеграмма: Бретт просит о помощи. Он находит её в мадридском отеле без денег и без Ромеро. Она объявляет Джейку, что собирается вернуться к Майклу. Роман заканчивается диалогом между Бретт и Джейком, они говорят о том, что могло бы быть в их жизни, если бы судьба распорядилась иначе.

## Персонажи
- Джейк Барнс (англ. Jake Barnes) — американский журналист, прототипом которого стал сам Хемингуэй
- Леди Бретт Эшли (англ. Lady Brett Ashley), прототип — Леди Дафф Твисден (англ. Duff Twysden)
- Роберт Кон (англ. Robert Cohn), прототип — Гарольд Леб (англ. Harold Loeb).
- Майк Кэмпбелл (англ. Mike Campbell), прототип — Пэт Гатри
- Билл Гортон (англ. Bill Gorton), прототип — Билл Смит
- Граф Миппипопулос (англ. Count Mippipopolous)
- Педро Ромеро (англ. Pedro Romero), прототип — Каетано Ривера Ордоньес (англ. Cayetano Ordóñez), имя персонажа было взято в честь знаменитого тореадора Педро Ромеро.

## Экранизации
- 1957 — И восходит солнце (англ. «The Sun Also Rises») — фильм режиссёра Генри Кинга.
- 1971 — Фиеста — телеспектакль Сергея Юрского в исполнении актёров БДТ им. Горького и при участии Михаила Барышникова («Ленинградское телевидение»).

## Издание в СССР
Роман был переведён на русский язык в 1935 году Верой Максимовной Топер, входившей в «могучую кучку» школы художественного перевода.
Нора Галь в своей книге «Слово живое и мёртвое» о культуре письменной речи и особенностях перевода с иностранных языков на русский язык защищала художественный перевод как единственно верный. Мастерство Хемингуэя можно было «подпортить, переводя формально», утверждала она. Вместо этого В. Топер не просто перевела, а воссоздала роман, как будто он изначально был написан на русском языке. Этого бы не удалось, «не будь переводчик свободен, не позволь он себе крохотных отступлений от английской буквы во имя духа подлинника, в согласии с законами русского языка».
Однако не такие уж и крохотные были отступления от подлинника. Например, сцена с уличными танцами была существенно урезана:

Вся улица сплошь была запружена танцорами — одни мужчины. Они все танцевали под свой собственный оркестр из дудок и барабанов.
Оригинальный текст (англ.)Down the street came dancers. The street was solid with dancers, all men. They were all dancing in time behind their own fifers and drummers. They were a club of some sort, and all wore workmen’s blue smocks, and red handkerchiefs around their necks, and carried a great banner on two poles. The banner danced up and down with them as they came down surrounded by the crowd.
“Hurray for Wine! Hurray for the Foreigners!” was painted on the banner.
“Where are the foreigners?” Robert Cohn asked.
“We’re the foreigners,” Bill said.

Доктор философии Саманта Шерри, которая исследовала цензуру и самоцензуру в советской литературе, считает, что оригинальный текст подвергся купюрам из-за ироничного описания испанских рабочих с красными галстуками и транспарантом. Согласно советской идеологии, рабочий класс не мог быть предметом сатиры.
В современном издании романа эта сцена переведена полностью:

По улице двигались танцоры. Вся улица сплошь была запружена танцорами — одни мужчины. Они танцевали под свой собственный оркестр из дудок и барабанов. Это был какой-то союз, и все были в синих рабочих блузах с красными платками вокруг шеи, и на двух шестах несли большое полотнище. Окруженные толпой, они вступили на площадь, и полотнище плясало вверх и вниз вместе с ними.
«Да здравствует вино! Да здравствуют иностранцы!» — было написано на полотнище.
— Где иностранцы? — спросил Роберт Кон.

— Иностранцы — это мы, — сказал Билл.